# 1867 en Grèce
Chronologie de la Grèce
- 1863
- 1864
- 1865
- 1866
- 1867
- 1868
- 1869
- 1870
- 1871

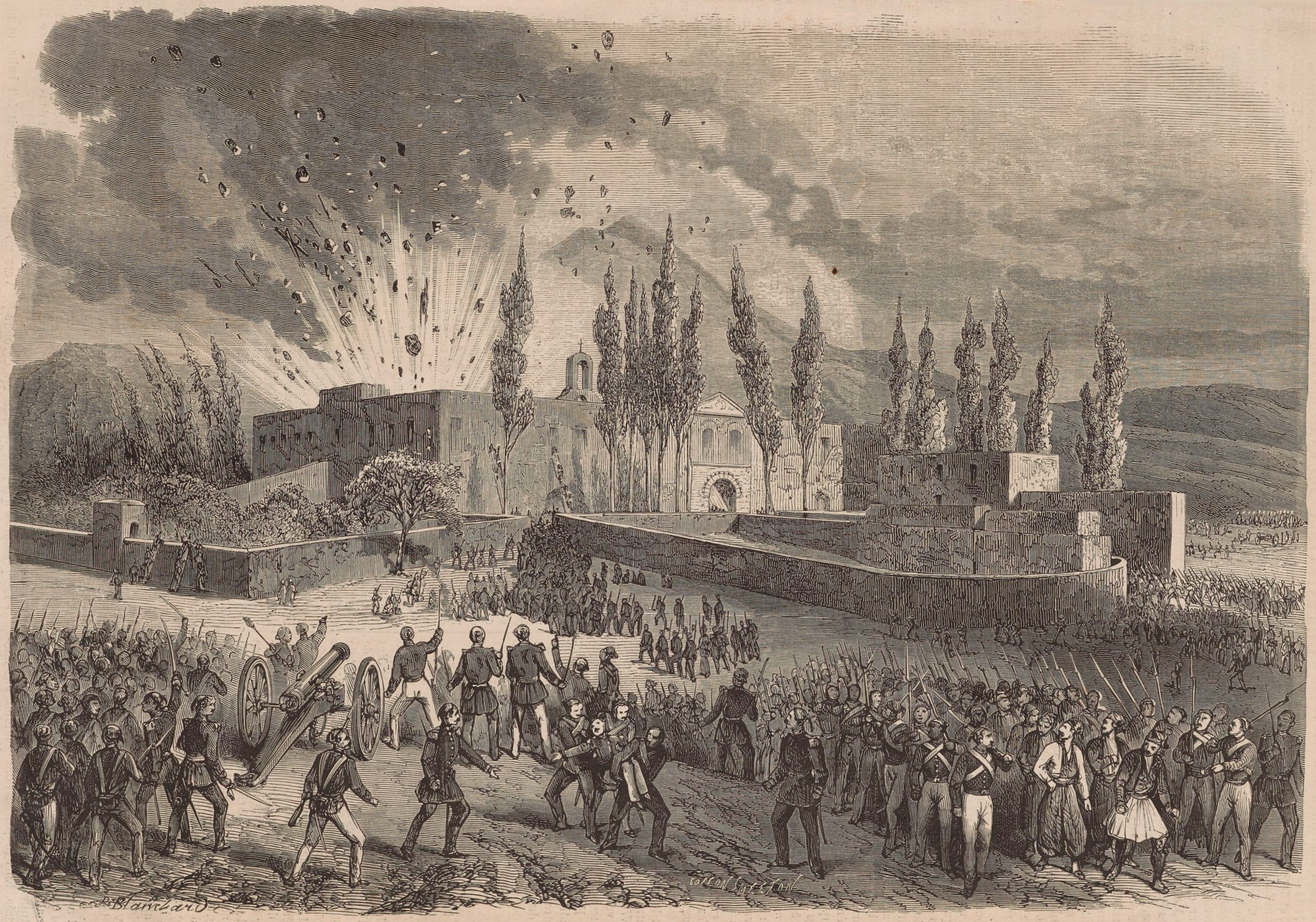
Révolte crétoise (Explosion du monastère d'Arkadi).

Cette page concerne les évènements survenus en 1867 en Grèce  :

## Événement
- Révolte crétoise (1866-1869)
- Révolte macédonienne (en)
- 26 août : Alliance gréco-serbe (en).
- Découverte des fragments du cheval et du torse du Cavalier Rampin sur l'acropole d'Athènes.

## Création
- Restauration de la forteresse d'Aptera en Crète.

## Naissance
- Chrysostome de Smyrne, dernier métropolite de Smyrne et martyr de l'Église orthodoxe grecque.
- Ioánnis Diakídis (el), écrivain.
- Nikólaos Eleftheriádis (el), avocat.
- Geórgios Roïlos (el), peintre.
- Antónis Traflantónis (el), dramaturge.
- Giánnis Vlachogiánnis (el), écrivain.

## Décès
- Geórgios Afthonìdis (el), membre du parti révolutionnaire grec Filikí Etería.
- Dimítrios Kallérgis, militaire et personnalité politique.
- Ioánnis Mamoúris (el), militaire.
- Geórgios Typáldos Kozákis (el), médecin.
- Nikolaos Varzelis (d) (1807-1867), poète.